# Antboy: Den Røde Furies hævn
Antboy: Den Røde Furies hævn er en dansk børnefilm fra 2014 instrueret af Ask Hasselbalch efter manuskript af Anders Ølholm. Det er efterfølgeren til filmen Antboy, som er baseret på Kenneth Bøgh Andersens børnebogsserie af samme navn. Den Røde Furies hævn er en ny historie af manuskriptforfatter Anders Ølholm og er ikke baseret på Andersens bøger, men bruger dog visse karakterer og elementer fra bøgerne.

## Handling
Antboy er mere populær end nogensinde, efter han har besejret Albert Gæmelkrå aka superskurken Loppen, der tilbringer sine dage i en celle på Dragsbrogs sindssygeklinik. Pelle, der nu er fyldt tretten, nyder livet som superhelt. Hans største ønske er at blive kæreste med veninden Ida, men det er ikke så let. For nu står myredrengen pludselig overfor en endnu mere skrupelløs rival, nemlig Anti-Christian - den nye dreng i skolen, der ikke skyer nogen midler for at stjæle Ida. Og, som om det ikke er nok, er Pelle også hjemsøgt. Antboy og Wilhelm tror først, at der er et spøgelse, der er på spil. Men det viser sig hurtigt, at det er en ny superskurk, der har meldt sig på banen. Genre: Adventure, superhelte, familiefilm.